# 岐阜県道234号垂井停車場線
岐阜県道234号垂井停車場線（ぎふけんどう234ごう たるいていしゃじょうせん）は、岐阜県不破郡垂井町内を通る一般県道である。

## 概要

### 路線データ
- 起点：垂井停車場
- 終点：岐阜県不破郡垂井町垂井（国道21号・岐阜県道257号川合垂井線交点）

## 沿革
- 1977年（昭和52年）2月27日 ： 認定[1]

## 地理

### 通過する自治体
- 岐阜県
  - 不破郡
    - 垂井町

### 接続する道路
- 岐阜県道257号川合垂井線（垂井町垂井地内（垂井町役場北西） - 御所野交差点で重複）
- 国道21号（御所野交差点）

### 周辺
- JR東海道本線 垂井駅
- プラザ垂井 トミダヤ
- 垂井町役場
- 垂井宿（旧中山道）